# Maomé ibne Ubaide Alá Alcacani
Abu Ali Maomé ibne Ubaide Alá Alcacani (em árabe: محمد بن عبيدالله الخاقاني; romaniz.: Abū ʿAlī Muḥammad ibn ʿUbayd Allāh al-Khāqānī) era um alto funcionário do Califado Abássida, que serviu como vizir em 912-913. Era filho do ilustre Ubaide Alá ibne Iáia ibne Cacane, que serviu duas vezes como vizir, sob os califas Mutavaquil e Almutâmide. O famoso historiador Atabari era seu tutor, supostamente recebendo dez dinares de ouro por mês. Um rival de Ali ibne Alfurate, sucedeu o último como vizir do califa Almoctadir em julho de 912, e permaneceu no cargo até agosto de 913. Seu mandato foi marcado por tentativas de sustentar as finanças através da imposição de pesadas multas a funcionários demitidos da facção Banu Alfurate, e por uma postura pró-hambalita que levou a medidas anti-xiitas. Após sua demissão, foi preso por seu sucessor Ali ibne Issa Aljarrá e por seu rival ibne Alfurate, quando este se tornou novamente vizir em 917. Morreu em 924/5. Seu filho Abedalá também serviu brevemente como vizir em 924–925.